# Personaggi de I Guardiani di Ga'Hoole
Questa è la lista dei personaggi di I guardiani di Ga'Hoole, serie di romanzi scritta da Kathryn Lasky.

## Protagonisti

### La Banda
La Banda è un gruppo di quattro gufi che, dopo aver perso le loro famiglie ed essere sfuggiti ai gufi di St. Aegolius, si recano al Grande Albero Ga'Hoole per diventare Guardiani di Ga'Hoole.

#### Soren
Soren è un giovane maschio di barbagianni comune della foresta dei Tyto, ed è stato il protagonista dei primi sei libri della saga de “I Guardiani di Ga'Hoole” e il deuteragonista degli ultimi 9 libri, nonché il leader della Banda e creatore dello Stormo degli Stormi. È il figlio di Noctus e Marilla, fratello minore di Kludd e fratello maggiore di Eglantine, alla quale è profondamente affezionato. Soren è nato nel Regno di Tyto, dove viveva con la sua famiglia. Viene rapito dalle pattuglie dell'Accademia di Sant'Aegolius per Gufi Orfani dopo che Kludd lo spinge fuori dal nido. In seguito fugge con la sua amica Gylfie e incontrano Twilight e Digger prima di viaggiare verso il Grande Albero di Ga'Hoole. Soren diventa un Guardiano di Ga'Hoole, leader della Banda, leader dello Stormo degli Stormi, membro del Grande Albero di Ga'Hoole, il ryb dello stormo di interpretazione meteorologica e dello stormo di raccolta del carbone dopo la morte di Ezylryb. Diventerà il compagno di Pellimore e padre di Bell, Blythe e Bash. Soren ha la vista delle stelle, che gli permette di vedere scorci del futuro attraverso i suoi sogni. Alla fine della Guerra della Brace, diventa re del Grande Albero dopo la morte del nipote Coryn.
Doppiato da Jim Sturgess in originale e da Marco Vivio in italiano.

#### Gylfie
Gylfie è una femmina di gufo elfo. Nacque e nel Deserto di Kuneer, ma fu poi rapita da una pattuglia di Sant'Agata quando cadde dal nido mentre cercava di volare prima di essere pronta. È un membro della Banda (e anche l'unica femmina) e dello Stormo degli Stormi, nonché la migliore amica di Soren. Vive al Grande Albero di Ga'Hoole, insieme al resto dei suoi amici, Soren, Digger e Twilight. È anche molto intelligente, ma è non sopporta le battute sulle dimensioni o i riferimenti ai piccoli gufi. Gylfie si dimostra anche un'ottima navigatrice; in seguito divenne il ryb di navigazione del Grande Albero di Ga'Hoole.
Doppiata da Emily Barclay in originale e da Erica Necci in italiano.

#### Twilight
Twilight (nato Cassius) è un maschio di allocco della Lapponia. Rimase orfano pochi istanti dopo la schiusa, e il suo unico ricordo di quel periodo è il fatto di essersi schiuso al crepuscolo, da cui il nome. È noto per i suoi canti di battaglia e le sue abilità di combattimento ed è ossessionato da tutto ciò che riguarda la guerra e le grinfie da battaglia. Twilight si vanta spesso di aver appreso tutto quello che sa da quella che chiama “la dura scuola degli orfani". In “Il Libro Guida del Grande Albero”, Twilight si rivela essere il figlio di una famosa poetessa, Skye, e al momento della schiusa fu chiamato Cassius. Fu rapito da Sant'Aegolius, ma riuscì a fuggire staccando con un morso uno degli artigli del suo rapitore. Soren e Gylfie lo incontrano dopo essere fuggiti da Sant'Aegolius. Afferma di aver imparato da solo tutto sulla sopravvivenza e di essere stato abbandonato poche ore dopo la schiusa. Infligge il colpo di grazia a Kludd nella Battaglia della Brace Ardente. In " The War of the Ember", si scopre che ha due fratelli, Tavis e Cletus, che non ha mai incontrato. Ora è un Guardiano di Ga'Hoole e lavora nel settore di ricerca e soccorso.
Doppiato da Anthony LaPaglia in originale e da Alberto Angrisano in italiano.

#### Digger
Digger è un maschio di civetta delle tane del Kuneer. È un membro e abile perlustratore della Banda e dello Stormo degli Stormi. Essendo una civetta delle tane, non è molto bravo a volare, ma è un abilissimo corridore e scavatore, da cui il nome. È un pensatore molto profondo e spesso riesce a intuire cose che gli altri non riescono neanche ad immaginare; è inoltre, sembra che sappia sempre cosa dire quando qualcuno è arrabbiato. In “L’assedio” dimostra di avere una cotta per Sylvana.
Doppiato da David Wenham in originale e da Emiliano Coltorti in italiano.

#### Horace Plithiver
La signora Plithiver, detta anche “signora P.”, è un’anziana femmina di "serpe cieca" di colore rosato che una volta servì come governante per la famiglia di Soren, ma quando Marilla e Noctus furono uccisi dal figlio Kludd e tutti e tre i gufi scomparvero, segui la Banda nel loro viaggio verso il Grande Albero Ga'Hoole dopo essersi riunita con Soren; una volta arrivati al Grande Albero si unì alle altre governanti e divenne membro della gilda dell'arpa.
Doppiata da Miriam Margolyes in originale e da Cristina Noci in italiano.

### Lo Stormo degli Stormi
Lo Stormo degli Stormi è una squadra specializzata di gufi guidata da Soren. Il gruppo fu originariamente formato per salvare Ezylryb dai Puri, ma partecipò anche a imprese più famose come l'Assedio del Grande Albero, la Battaglia dei Becchi, la Battaglia del Fuoco e del Ghiaccio, la Battaglia del Palazzo di Panqua, la Battaglia del Grande Albero e la Guerra della Brace. Questo Stormo era unico, composto da una varietà di gufi provenienti da diversi Stormi, ognuno dotato di talenti straordinari. Oltre alla Banda, ne fanno parte anche:

#### Eglantine
Eglantine è una femmina di barbagianni comune e sorella minore di Soren e Kludd, verso la quale il primo è molto attaccato fin dalla nascita. Dopo la scomparsa dei suoi genitori e dei suoi fratelli viene catturata dai gufi di Sant’Aegolius e poi trovata da Digger durante la Grande Caduta e portata al Grande Albero sotto shock. Una volta tornata in sé, diventa una grande amica di Primrose, ma comincia presto a fare dei sogni premonitori, spesso di esito drammatico. È un membro onorario dello Stormo degli Stormi.
Doppiata da Adrienne DeFaria in originale e da Arianna Vignoli in italiano.

#### Otulissa
Otulissa è una femmina di allocco maculato. È una delle migliori amiche di Soren, membro dello Stormo degli Stormi ed è molto intelligente e talentuosa. A causa della sua conoscenza apparentemente illimitata e la sua stirpe particolarmente pregiata, può essere molto piena di sé e arrogante a volte, ma in fondo è un gufo dal cuore gentile e leale. Uno dei successi più notevoli di Otulissa fu il ruolo cruciale che svolse come mentore di Coryn, figlio di Nyra e Kludd, all'Aldilà e la testimonianza del suo successivo recupero della Brace di Hoole. In “Esilio” dovette farsi rimuovere l'occhio destro, poiché era stato gravemente danneggiato nella battaglia con la Striga.
Nel film appare invece come un gufo di palude e che Soren abbia una cotta per lei.
Doppiata da Abbie Cornish in originale e da Letizia Ciampa in italiano.

#### Martin
Martin è un giovane maschio di civetta accadica di Ambala, è uno dei migliori amici di Soren e un membro dello Stormo degli Stormi. È molto timido, ma è anche un amico leale; è stato il primo esemplare di civetta accadica ad essere mai entrato a far parte dello Stormo di raccolta del carbone e, a detta di Soren, è il gufo più capace di tuffarsi nel fuoco e riemergerne indenne.

#### Ruby
Ruby è una femmina di gufo di palude grande amica di Soren e membro dello Stormo degli Stormi. È una volatrice molto abile, considerata una leggenda nel Grande Albero Ga'Hoole per le sue straordinarie capacità di volo; tuttavia non è molto brava a leggere. È anche molto audace e non tollera il piagnucolio dei gufetti, ma ha molta paura del fuoco. Anche a Ruby piace dormire fino a tardi, ma quando il cielo è perfetto, Ruby esce fuori dalla sua cavità per librarsi in volo, che sia notte oppure giorno.

#### Pellimore
Pellimore, detta “Pelli”, è una femmina di barbagianni comune membro onorario dello Stormo degli Stormi e compagna di Soren. Quando fu salvata da Soren da un incendio ad Ambala, all’inizio dubita del fatto che egli sia un Guardiano, ma si ricrederà quando lui le reciterà il Ciclo del Fuoco. Lei e Soren in seguito legano molto grazie alla passione per la lettura, prima di diventare compagni. È anche la ryb dello stormo di ricerca e salvataggio. Rimane quasi uccisa in battaglia durante “Esilio”, ma viene salvata da sua figlia Bell. Alla fine di “La guerra della brace”, Pelli diventa la regina del Grande Albero quando Soren ne diventa re in seguito alla morte di Coryn.

#### Primrose
Primrose è una femmina di civetta nana nata a Velargento che, prima di arrivare al Grande Albero, fu coinvolta in un terribile incendio in cui perse le uova dei suoi fratelli non ancora nati; dopo essere stata salvata assieme a Martin, viene tranquillizzata da Soren e, in seguito, diventa la migliore amica di Eglantine con cui stringe un fortissimo legame.

#### Coryn/Nyroc
Coryn è un maschio di barbagianni comune figlio di Kludd e Nyra e protagonista degli ultimi 9 libri della saga. Viene cresciuto da Nyra come erede di Kludd e nuovo sovrano dei Puri; tuttavia egli non era interessato alla conquista dei Regni dei Gufi, motivo per cui, dopo aver assistito all’assassinio del suo migliore amico per mano di Nyra, si unì ai guardiani, di cui in futuro diventerà re. È anche dotato della vista del fuoco, un’abilità che gli permette di vedere scorci di passato o futuro nelle fiamme. Muore per dissanguamento quando la Striga gli taglia un'ala e, in seguito, diventa una costellazione nel cielo.

## Abitanti del Grande Albero

### I Guardiani di Ga’Hoole
I guardiani sono i leggendari protettori dei Regni dei Gufi che risiedono al Grande Albero di Ga’Hoole; quasi tutti loro sono anche ryb, cioè insegnanti di una particolare disciplina e guide di specifici stormi.

#### Boron
Boron è un maschio di gufo delle nevi originario dei Regni del Nord che ricopre la carica di re del Grande Albero Ga'Hoole. Ha governato il Grande Albero con la sua compagna, Barran, per un molto tempo, ma spiegò ai gufi del Grande Albero che lui e Barran erano semplicemente dei monarchi temporanei che governavano sui Guardiani finché un vero re o regina non si sarebbe destato. Boron ha un lato umoristico, ma sa anche essere severo quando necessario.
Doppiato da Richard Roxburgh in originale e da Massimo Rossi in italiano.

#### Barran
Boron è una femmina di gufo delle nevi originaria dei Regni del Nord che ricopre la carica di regina del Grande Albero Ga'Hoole e di ryb dello Stormo di ricerca e salvataggio. Ha governato il Grande Albero col suo compagno, Boron, per molto tempo, ma spiegò ai gufi del Grande Albero che lui e Boron erano semplicemente dei monarchi temporanei che governavano sui Guardiani finché un vero re o regina non si sarebbe destato. È anche una guerriera feroce, nonostante la sua eleganza.
Doppiata da Deborra-Lee Furness in originale e da Patrizia Scianca in italiano.

#### Ezylryb
Ezylryb, precedentemente noto come Lyze di Kiel, è un anziano maschio di assiolo delle redini; un guerriero leggendario nei Regni del Nord, nonché studioso, poeta e scriba del Grande Albero Ga'Hoole. È il ryb dello Stormo di interpretazione meteorologia, ma le sue competenze spaziano anche in molti altri campi; il suo aspetto trasandato e cupo lo fa apparire spesso spaventoso agli occhi dei giovani gufi, soprattutto a causa del suo artiglio mancante, ma in realtà è un gufo saggio che tiene alla sicurezza e all’istruzione dei suoi alunni. Diventerà presto il mentore di Soren, a cui darà le sue grinfie da battaglia.
Doppiato da Geoffrey Rush in originale e da Angelo Nicotra in italiano.

#### Strix Struma
Strix Struma è un’anziana femmina di allocco maculato dei Regni del Nord e la ryb dello Stormo di navigazione presso il Grande Albero Ga'Hoole. Parte della prestigiosa e rispettata linea di sangue Strix, è molto rispettata sia dai giovani studenti del Grande Albero Ga'Hoole, in particolare Otulissa, sia dagli altri ryb. È una volatrice gentile e dignitosa e conosce molto bene anche le stelle. Prende il nome dal leggendario eroe Strix Strumajen. Muore in “L’assedio” uccisa da Nyra.
Nel film, come Otulissa, appare come un gufo di palude ed è molto più giovane rispetto al libro, dove invece è anziana quanto Ezylryb.
Doppiata da Sacha Horler in originale e da Micaela Incitti in italiano.

#### Bubo
Bubo è un maschio di gufo virginiano e fabbro del Grande Albero Ga'Hoole che fa parte della Brigata Bonk. Presenta delle piume con striature insolitamente luminose di arancione e rosso, come se il lavoro nella fucina avesse dato alle sue piume il colore del fuoco. A differenza degli altri gufi del Grande Albero, Bubo dorme e lavora il metallo alla base dell'Isola di Hoole in una piccola fucina; inoltre non si può dire un ryb a tutti gli effetti perché non c’è uno Stormo dei fabbri, pur essendo comunque un Guardiano altamente rispettato.
Doppiato da Bill Hunter in originale e da Emilio Cappuccio in italiano.

#### Dewlap
Dewlap è una femmina di civetta delle tane e ryb di Ga’Hoolologia presso il Grande Albero Ga'Hoole. Di tutti i ryb, è sicuramente la più noiosa, severa e odiosa di tutto il Grande Albero e spesso assegna ai vari alunni delle sciupafocaie (punizioni) quando essi violano qualche regola. Si scoprirà in futuro essere una spia dei Puri che ha venduto i Guardiani e i suoi abitanti in cambio della salvezza dell’albero, ma dopo l’attacco dei Puri subirà uno shock lasciandola in stato catatonico. Viene in seguito trasferita dallo Stormo degli Stormi all’Eremo delle Sorelle Glauxiane.

#### Poot
Poot è un maschio di civetta capogrosso, e l'assistente di Ezylryb nello Stormo di interpretazione meteorologica. Normalmente accompagna i viaggi nei corsi di interpretazione meteorologica e di raccolta di carbone; spesso sostituisce il ruolo di capitano dello Stormo di interpretazione meteorologica quando Ezylryb è assente. Inoltre sembra essere molto superstizioso, poiché ha un po' paura degli scrum, ma cerca di non darlo troppo a vedere. 

#### Elvan
Elvan, noto anche come Elvanryb, è un maschio di allocco della Lapponia e ryb dello Stormo dei raccoglitori di carbone presso il Grande Albero Ga'Hoole insieme a Ezylryb. È un insegnante molto incoraggiante e un grande leader capace, ed è inoltre uno dei pochi membri del parlamento ad essere apparso in tutta la serie di Ga'Hoole, sebbene non sia coinvolto in molte azioni nei libri successivi a causa della sua età avanzata.

#### Sylvana
Sylvana è una giovane femmina di civetta delle tane e ryb dello Stormo dei ricercatori. È un'insegnante molto gentile, amichevole ed intelligente; nonostante sia una civetta delle tane, è un'abile volatrice, oltre che una fantastica cantante. Si capisce subito che Digger ha una cotta per lei, mentre invece è molto invidiata da Dewlap.

#### Bruce
Bruce è un maschio di gufo delle nevi grande amico di Bubo che viene ucciso nelle Terre dei Canyon durante la Battaglia dell'Incendio, mentre combatte contro i Puri e i loro rinforzi prestagrinfie. Dopo la sua morte, Bubo sceglie di proteggere il suo corpo, non volendo che gli avvoltoi banchettassero con lui.

#### Blythe
Blythe è una femmina di barbagianni comune, figlia di Soren e Pellimore e sorella maggiore di Sebastiana e Bell. Insieme, lei e le sue altre due sorelle, sono conosciute come le tre B. È anche una cantante provetta, come Madame Plonk,  cosa davvero per un barbagianni, ed è stata la prima luogotenente del Grande Albero ad aver inviato messaggi in codice picchiettando sulle radici degli alberi o sul ghiaccio (simile al codice Morse).

#### Sebastiana
Sebastiana, detta anche “Bash”, è una femmina di barbagianni comune, figlia di Soren e Pellimore, sorella minore di Blythe e sorella maggiore di Bell. Nel corso della sua vita è diventata un noto membro dello Stormo di Interpretazione Meteorologica. Nonostante possa sembrare un po' vanitosa, ha la stessa umiltà del padre, non approfittando mai dello status di sovrano del genitore per scopi personali.

#### Bell
Bell è una femmina di barbagianni comune, figlia di Soren e Pellimore e sorella minore di Blythe e Sebastian. È una giovane molto fiduciosa in sé stessa, spesso anche troppo; è molto intelligente e intraprendente. È stata un'ex membro del cosiddetto "Club delle Piume Blu" della Striga.

### Altri gufi dell’albero

#### Brunwella Plonk
Brunwella Plonk, conosciuta da molti anche come Madame Plonk, è una femmina di gufo delle nevi proveniente dai Regni del Nord; è la cantante del Grande Albero di Ga'Hoole e sorella di Thora Plonk, la Fabbra Solitaria di Velargento. Madame Plonk è nota per avere una voce magnifica e canta accompagnata al suono di un'arpa pizzicata dalle serpi cieche dell’albero, che insieme costituiscono la Gilda dell'Arpa. Spesso può sembrare molto vanitosa, dato che adorna la sua cavità con vari gioielli e specchi rotanti realizzati con i materiali consegnati da Mags l’Ambulante. È anche una carissima amica di Bubo.

#### Matron
Matron è una femmina di gufo di palude infermiera del Grande Albero di Ga’hoole che si occupa di assistere i gufi feriti e di accogliere i nuovi arrivati. Lavora spesso insieme alle serpi cieche governanti.

#### Elsie
Elsie è una femmina di allocco barrato e infermiera del Grande Albero di Ga’Hoole.

#### Silver e Nut Beam
Silver e Nut Beam sono due piccoli gufetti maschi, rispettivamente un barbagianni fuligginoso minore e un barbagianni australiano trovati in stato di shock dallo Stormo di navigazione durante la Grande Caduta e portati al Grande Albero di Ga’hoole. Entrambi sono particolarmente infantili e piagnucoloni, cosa che infastidisce molto Otulissa e Poot. Da grandi, assieme a Martin, Primrose e Clover, vendono nominati da Coryn leader del Corpo dei Messaggeri.

#### Cleve
Cleve di Fiordifiordo è un maschio di allocco maculato principe di un'antica dinastia dei Regni Settentrionali e guaritore che in seguito diventa compagno di Otulissa.

#### Doc Finebeak
Doc Finebeak è un maschio di gufo delle nevi famoso cacciatore freelance. Porta sempre una piuma nera sul lato sinistro dell'orecchio, come segno di rispetto da parte dei corvi, che gli concedono il raro permesso di viaggiare durante le ore diurne senza timore di essere assalito. Un tempo era al servizio dei Puri, ma in seguito divenne un residente del Grande Albero di Ga'Hoole, come compagno di Madame Plonk.

#### Fritha
Fritha è una femmina di civetta nana che vive al Grande Albero di Ga'Hoole ed è una delle migliori studentesse di Otulissa. È la direttrice del Fischio della Sera, il giornale del Grande Albero di Ga’hoole. Tra i suoi interessi figurano la Ga’Hoolologia e la navigazione. In seguito si scoprirà che i suoi familiari erano dei kraal, gufi pirati dei Regni del Nord.

#### Wensel
Wensel è un maschio di barbagianni comune e artista di talento del Grande Albero di Ga’Hoole. È famoso per le sue straordinarie illustrazioni nei libri della biblioteca del Grande Albero.

#### Fleemus
Fleemus è un anziano maschio di civetta acadica guaritore del Grande Albero di Ga’Hoole e grande amico di Ezylryb.

#### Gwyndor
Gwyndor è un maschio di barbagianni australiano e un fabbro solitario, un tempo impiegato dai Puri per una Cerimonia Finale sui resti di Kludd (Becco di Metallo). Aiutò Coryn e divenne suo amico e mentore. Gwyndor viveva nell'Aldilà dell’Aldilà. Qualche tempo dopo “’Esilio”, divenne una spia per il Grande Albero di Ga'Hoole.

#### Sir Lucien Plonk
Sir Lucien Plonk era un maschio di gufo delle nevi membro della famiglia Plonk che lavorava come cantante al Grande Albero di Ga’Hoole molto prima di Brunwella Plonk.

### Serpi cieche
Le serpi cieche sono dei particolari rettili che servono come governanti nei nidi dei gufi. Nel Grande Albero di Ga’hoole esse fungono anche da tavolo durante i pasti e ognuna di loro può entrare a far parte di una Gilda.

#### Octavia
Octavia, conosciuta in precedenza come Brigid, è una femmina di serpente Kieliano che serve come governante di Ezylryb e di Madame Plonk; rispetto alle altre serpi di Ga’Hoole, è più robusta e di colorazione bluastra, oltre ad essere caratterizzata da un linguaggio molto erudito. È la migliore amica di Ezylryb, infatti loro si conoscono da prima che arrivassero al Grande Albero di Ga’Hoole.

#### Audrey
Audrey è una femmina di serpe cieca che serve come governante del nido di Otulissa. È piuttosto loquace, chiacchiera spesso con Octavia e le altre serve del nido, ed è membro della Gilda dei Tessitori.

## Lega di Kiel
Lega di Kielian è un esercito di gufi che risiede nei Regni del Nord e ha combattuto contro la Lega degli Artigli di Ghiaccio nella Guerra delle Grinfie di Ghiaccio. La base principale dell'esercito è l’Isola dell’Uccello Nero, dove vengono addestrati nuovi cadetti. La Lega di Kiel ha anche assistito l'esercito dei Guardiani contro i Puri.

### Comandanti

#### Andricus
Andricus, formalmente noto Generale Andricus Tyto Alba, era un maschio di barbagianni comune generale capo della Lega di Kiel al tempo in cui Ezylryb era solo un cadetto. È noto per la sua straordinaria forza e presenta una grossa cicatrice sul petto, causata da una spada di ghiaccio.

#### Lillium
Lillium, detta anche “Lil”, era una femmina di assiolo delle redini compagna defunta di Ezylryb (o Lyze di Kiel). Era nota per la sua intelligenza e per la sua audacia e non aveva paura di mettersi contro l'autorità per difendere qualcuno a lei caro. Morì durante la Guerra delle Grinfie di Ghiaccio uccisa da Bylyric.

#### Muschio
Muschio è un anziano maschio di gufo delle nevi migliore amico di Ezylryb e vecchio guerriero dei Regni del Nord. È a capo della divisione Veloglaux e dei Becchi di Gelo, due organizzazioni militari che presero parte alla Guerra delle Grinfie di Ghiaccio. In seguito prese parte alla battaglia del Fuoco e del Ghiaccio al fianco dei Guardiani.

#### Raskin
Raskin (formalmente noto come Generale Raskin Megascops Trichopsis, soprannominato Rask) era un maschio di assiolo delle redini a cui mancavano tutti i baffi su un lato del muso. Era il compagno di Ulfa e padre di Ezylryb, Lysa, Ifghar ed Edvard. Morì ucciso durante una battaglia sulla Catena H’rath.

#### Ulfa
Ulfa (formalmente nota come Maggiore Ulfa Megascops Trichopsis) era una femmina di assiolo delle redini, compagna di Rask e madre di Ezylryb, Lysa, Ifghar ed Edvard. Era anche il comandante dell'unità Pugnale di Ghiaccio della Lega di Kiel. A Ulfa mancava un occhio, che copriva con una bandana. Lei e la sua famiglia risiedevano sull'Isola Lentatempesta.

#### Generale Kai
Il Generale Kai era un maschio di gufo delle nevi proveniente dall’Isola dell’Uccello Nero che servì nella Lega di Kiel e combatté nella Guerra delle Grinfie di Ghiaccio. Kai era un amico e vecchio compagno del padre di Strix Struma, Strix Hurth, e divenne il tutore di Strix Struma durante la sua permanenza a Piccolo Hoole.

#### Esa
Esa, formalmente nota come "Colonnello Esa Glaucidum Perlatum", era una femmina di civetta pigmea perlata ed ex colonnello che comandò l'unità A dei Becchi di Gelo quando Ezylryb era giovane.

#### Solsten
Solsten, formalmente noto come Colonnello Solsten Ketupa Zeylonensis, era un maschio di gufo pescatore bruno leale alla Lega di Kiel che, durante la Guerra delle Grinfie di Ghiaccio, prestò servizio come istruttore di formazione di volo per l'Accademia militare.

#### Stellan
Stellan, formalmente conosciuto come Colonnello Stellan Micrathene Whitneyi, era un anziano maschio di gufo elfo dall'aspetto un po' smunto che comandava l'unità B dei Becchi di Gelo.

#### Hrenna
Hrenna era una femmina di gufo delle nevi e madre di Muschio. Era una combattente nella Lega di Kiel e comandante di un'unità chiamata Leopardi Volanti quando Ezylryb era ancora un giovane gufo. Il suo artiglio sinistro rimase ferito in battaglia e, durante la guarigione, gli artigli si fusero in un unico grumo nero.

#### Arne
Arne era un maschio di gufo delle nevi compagno di Hrenna e padre di Muschio che visse nei Regni del Nord durante la Guerra delle Grinfie di Ghiaccio.

#### Capitano Ludvigsen
Il capitano Ludvigsen Asio Flammeus Quinto era un maschio di gufo di palude dei Regni del Nord, responsabile dell’addestramento dell'unità degli Scudieri di Ghiaccio quando Ezylryb era ancora un cadetto.

#### Comandante Optimus
Il Comandante Optimus, formalmente noto come "Optimus Strix Varia", era un maschio di allocco barrato comandante di reggimento dell'accademia militare della Lega Kielian sull'Isola dell’Uccello Nero. Era responsabile dell'assegnazione dei gufi all'unità più consona alle loro abilità. Optimus era un vecchio e severo allocco barrato a cui mancavano tre dei suoi quattro artigli, ma nonostante le sue disabilità, era noto soprattutto per la sua abilità nell'uso dei carboni ardenti.

#### Strix Hurth
Strix Hurth era un maschio di allocco maculato membro della Lega di Kiel e padre di Strix Struma.

#### Fina
Fina (formalmente nota come Maggiore Fina Strix occidentalis) era una femmina di allocco maculato membro della Lega di Kiel.

#### Nillja
Nillja, formalmente nota come Capitano Nillja Micrathene Whitneyi, era una femmina di gufo elfo membro della Lega di Kiel e del parlamento dell’Isola dell’Uccello Nero. È nota in particolare per essersi distinta come eccellente stratega nell'unità dei Becchi di Gelo.

#### Artemis
Artemis, formalmente noto come Tenente Artemis Asio Flammeus, era un gufo di palude istruttore presso l'Accademia Militare di Kiel che ha contribuito all'addestramento delle reclute assegnate agli Scudieri di Ghiaccio.

#### Ganimede
Ganimede, formalmente noto come Tenente Ganimede Asio Flammeus, era un gufo di palude membro della Lega di Kiel e dell’unità degli Scudieri di Ghiaccio.

#### Lyngaard
Lyngaard, formalmente noto come Tenente Lyngaard Strix Varia, era un maschio di allocco barrato membro della Lega di Kiel che fu nominato direttore di un campo situato sul Ghiacciaio Hrath’ghar, creato per ospitare le migliaia di gufi rimasti orfani a causa degli attacchi degli Artigli di Ghiaccio.

#### Alion
Alion, formalmente noto come Sergente Alion Tyto Castanops, era un gufo della Tasmania che visse nei Regni del Nord durante la Guerra delle Grinfie di Ghiaccio. Era il segretario del Generale Andricus e un sergente nella Lega di Kiel.

#### Luka
Luka, formalmente noto come Sergente Luka Strix Varia, è un maschio allocco barrato ufficiale della Lega di Kiel amico di Ezylryb e di Lillium.

#### Sarissa
Sarissa era una femmina di gufo delle nevi e la gentile, ma severa insegnante di geologia assegnata a Piccolo Hoole, una professione che condusse Sarissa a Strix Struma, per la quale fu una sorta di mentore.

#### Maia
Maia era una femmina allocco della Lapponia dei Regni del Nord, membro della Lega di Kiel e istruttrice di interpretazione meteorologica assegnata alla Fortezza di Gareth.

#### Felix
Felix era un maschio di civetta capogrosso membro della Lega di Kiel e abile cartografo.

### Soldati

#### Aiyunne
Aiyunne era una femmina gufo di palude impiegata dalla Lega di Kiel come raccoglitrice di ghiaccio e mentore di Bela. Teneva profondamente ai suoi compagni e mostrò dolore per la morte di coloro con cui lavorava a stretto contatto.

#### Piet
Piet era un maschio di gufo di palude che serviva come raschiatore di ghiaccio per la Lega di Kiel. Fu ucciso in un breve scontro tra diversi membri della Lega di Kiel e una i mercenari al servizio del luogotenente di Bylyric.

#### Bela
Bela era un maschio di barbagianni comune che ha servito la Lega di Kiel durante la Guerra delle Grinfie di Ghiaccio come apprendista demolitore di Aiyunne presso il Pugnale di Ghiaccio.

#### Thea Plonk
Thea Plonk era una femmina di gufo delle nevi e madre di Thora e Brunwella Plonk. Era la prima ufficiale e compagno di Berrick, ma rimase uccisa durante la Guerra delle Grinfie di Ghiaccio nei Regni del Nord. Si dice che Thea fosse di origine un gufo bardo.

#### Loki
Loki era un maschio di allocco della Lapponia migliore amico di Blix, con cui condivide l’atteggiamento giocoso e provocatorio. Era anche un buon amico di Lyze quando si allenava e combatteva per la Lega di Kiel.

#### Blix
Blix era una femmina di civetta accadica migliore amica di Loki e grande amica di Lyze quando si allenava e combatteva per la Lega di Kiel.

#### Dag
Dag era un maschio assiolo delle redini dei Regni del Nord. Era un esploratore della Lega di Kiel, con sede nella Fortezza di Gareth, ed era noto per la sua quasi assoluta calma sotto pressione.

#### Gabi
Gabi, formalmente nota come Cadetto Gabi Tyto-ten, era una femmina di barbagianni fuligginoso maggiore cadetta della Lega di Kiel durante gli eventi della Guerra delle Grinfie di Ghiaccio.

#### Edvard
Edvard era un maschio di assiolo delle redini fratello maggiore di Lyze, Ifghar e Lysa, morto nel Fiordo dei Denti di Serpe prima che Lyze si schiudesse.

#### Elfstrom
Elfstrom era un maschio di gufo delle nevi vicino di Lyze sull'Isola Lentatempesta. Era un veterano della Guerra delle Grinfie di Ghiaccio, essendo stato messo in congedo da un'unità d'attacco dopo un'intensa battaglia negli Stretti Glaciali.

#### Grindlehof
Grindlehof è una civetta nana dei Regni del Nord e membro dell'unità dei Becchi di Gelo.

#### Jonor
Jonor era un maschio di gufo delle nevi che un tempo combatteva per la Lega di Kiel in coppia con Gilda. Morì, tuttavia, combattendo contro i soldati della Lega degli Artigli di Ghiaccio.

#### Ludvigsen I, Ludvigsen II, Ludvigsen III e Ludvigsen IV
Sono quattro maschi di gufo di palude dei Regni del Nord che intrapresero una brillante carriera nella Lega di Kiel per ben quattro generazioni.

#### Snorri
Snorri è una femmina di gufo delle nevi dei Regni del Nord compagna di Muschio e skog (cantastorie) del suo clan.

### Fabbri

#### Orf
Orf è un maschio di gufo delle nevi e leggendario fabbro dell’Isola dell’Uccello Nero, discendente di una lunga stirpe di antenati con una conoscenza naturale e complessa della lavorazione dei metalli e delle armi di ghiaccio. Si dice che abbia la vista del fuoco. Durante la Guerra delle Grinfie di Ghiaccio realizzò armi per la Lega di Kiel, in particolare i leggendari artigli da battaglia indossati per la prima volta da Ezylryb e in seguito da Soren. Fu anche il mentore della Fabbra Solitaria di Velargento, dopo che lei gli salvò la vita.

#### Juhani
Juhani era un maschio di gufo pescatore bruno fabbro che serviva la Lega di Kiel durante la Guerra delle Grinfie di Ghiaccio. Dalla sua fucina si sentiva il profumo di olio di pesce e alghe ben stagionate.

#### Rolf
Rolf era un maschio di gufo elfo membro della Lega di Kiel durante la Guerra delle Grinfie di Ghiaccio e assistente fabbro di Juhani.

#### Garn
Garn era un maschio di gufo di specie ignota fabbro dell'Isola dell’Uccello Nero.

### Membri della Resistenza
Sebbene non ne fossero membri diretti, i ribelli che si trovavano nel territorio conquistato degli Artigli di Ghiaccio erano affiliati alla Lega di Kiel e come tali potevano essere considerati membri onorari.

#### Berrick
Berrick Plonk era un maschio di gufo delle nevi compagno di Thea e padre di Brunwella e Thora Plonk. Era un membro in pensione della Lega di Kiel, ma un accanito membro della Resistenza nella Guerra delle Grinfie di Ghiaccio. Dopo la morte di Thea, prese una nuova compagna, Rodmilla, che tuttavia si rivelò una spia della Lega degli Artigli di Ghiaccio. In seguito Berrick fu ucciso da Rodmilla e un soldato degli Artigli di Ghiaccio.

#### Sigfried
Sigfried era un maschio di gufo delle nevi membro della Resistenza durante la Guerra delle Grinfie di Ghiaccio.

#### Torsten
Torsten è un maschio di assiolo delle redini membro della Resistenza durante la Guerra delle Grinfie di Ghiaccio.

### Serpi Kieliane
A differenza delle serpi cieche, le serpi Kieliane sono più robuste e presentano squame blu di varie tonalità e una sorta di ventaglio di squame sul collo. Sono inoltre famose per assistere i gufi in battaglia, cavalcando sui loro dorsi.

#### Albimore
Albimore era un maschio di serpente Kieliano dalle squame cerulee che volò sulla schiena di Lyze, al posto di Octavia, nella battaglia in cui morì Bylyric.

#### Gilda
Gilda era una femmina serpente Kieliano governante del nido della famiglia di Lyze sull’Isola di Lentatempesta. Lyze la considerava "il serpente più coraggioso che avesse mai conosciuto". Le sue squame sono descritte come di un viola intenso e per la sua indole rude e aggressiva, anche se in realtà è gentile e amichevole.

#### Dylan
Dylan, formalmente nota come Sergente Maggiore Dylan Lazuli, era una femmina di serpente Kieliano che vive in un nido su Hock. È la madre di una giovane serpe di nome Yentse. È ricordata per i suoi occhi color cobalto.

#### Jena
Jena, formalmente conosciuta come Cadetta Jena, era una femmina di serpente Kieliano addestrata da Dylan come membro della Divisione Veloglaux.

### Leopardi delle nevi

#### Patches
Patches era una femmina di leopardo delle nevi, una dei sei leopardi delle nevi reclutati Muschio. È stata anche colei che ha inferto il colpo fatale a Jesper dopo averlo messo alle strette, ponendo fine alla Guerra delle Grinfie di Ghiaccio.

### Orsi polari

#### Svallborg
Svallborg, noto anche come Svall, è un maschio di orso polare che vive nel Fiordo dei Denti di Serpe dei Regni del Nord che aiuta la Banda a trovare Muschio.

## Antagonisti

### I Puri
Sono una fazione di gufi che mirano alla conquista di tutti i Regni dei Gufi; sono tutti appartenenti alla famiglia dei barbagianni, ma i barbagianni comuni vengono riconosciuti come la specie più pura di tutte. Nonostante la loro elevata intelligenza, sono uccelli molto feroci e pericolosi, tanto che anche i gufi di Sant’Aegolius li temono.

#### Kludd
Kludd, conosciuto anche come Becco di Metallo o Supremo Tyto, è un barbagianni comune, fratello maggiore di Soren ed Eglantine e antagonista principale della saga. A differenza dei suoi fratelli, è un gufo spietato, odioso e assetato di potere che nutre un grandissimo astio verso i suoi fratelli e i gufi delle altre specie. Dopo aver spinto Soren fuori dal nido, ucciso i suoi genitori e catturato Eglantine, uccide il leader dei Puri e ne diventa il leader, pur rimanendo gravemente sfigurato dallo scontro, motivo per cui porta una maschera di metallo mu. Dopo aver essere rimasto ferito in uno scontro con Soren, in cui la maschera che indossava si liquefa sul suo volto, costringe la Fabbra Solitaria di Velargento di forgiare per lui una seconda maschera. È il compagno di Nyra, di cui è profondamente innamorato e considera la creatura più bella che abbia mai visto. Morirà in “L’incendio” ucciso da Twilight dopo un sanguinoso scontro con Soren.
Doppiato da Ryan Kwanten in originale e da Flavio Aquilone in italiano.

#### Ex Supremo Tyto
L’ex Supremo Tyto era un maschio di barbagianni comune leader dei Puri prima che Kludd prendesse il potere. Si sa molto poco di lui, a parte il fatto che prese Nyra come compagna quando lei era molto più giovane di lui, sebbene tutte le prove indichino che la loro unione fosse priva di amore, almeno agli occhi di Nyra, che lo disprezzava e si dimostrò più che disposta a cospirare contro di lui con Kludd, al quale si era affezionata sentimentalmente. L'ex Alto Tyto era sicuramente un barbagianni comune poiché solo a loro viene attribuito il rango più alto di Puro.
Nel film il suo nome è Surtr, è l’antagonista principale della storia e nasconde la parte superiore mancante del becco con la maschera di Becco di Metallo. Inoltre non è un barbagianni comune, ma un barbagianni fuligginoso maggiore, fatto che contraddice le credenze dei Puri nei libri, in cui i fuligginosi erano il gradino più basso della gerarchia dei Puri.
Doppiato da Joel Edgerton in originale e da Stefano De Sando in italiano.

#### Nyra
Nyra è una femmina di barbagianni comune, compagna di Kludd e generale dei Puri; caratterizzata da una bellezza unica e da una faccia a forma di luna, è spietata e assetata di potere almeno quanto Kludd, cosa che li ha uniti fino a decidere di spodestare il precedente leader dei Puri per prenderne il posto; non mostra pietà neanche per suo figlio Nyroc che addestra sin da piccolo a seguire le orme di Kludd. Nonostante i suoi lati negativi, il suo rapporto con Kludd è genuino; lui stesso la descrive come la creatura più bella che abbia mai visto. Dopo la morte di Kludd, diventa la leader dei Puri e si allea con la Striga per distruggere il Grande Albero di Ga’hoole e vendicare il suo compagno. Verrà uccisa da Coryn, dopo essere diventata una hagdemon, ponendo fine alla guerra con i Puri.
Nel film appare più anziana rispetto al libro, dove invece è poco più grande di Kludd, ed è la compagna del primo Supremo Tyto.
Doppiata in Helen Mirren in inglese e da Ada Maria Serra Zanetti in italiano.

#### Sacro Globo
Il Sacro Globo era un uovo di barbagianni comune contenente il primo pulcino di Kludd e Nyra. Quest’ultima insisteva che fosse trattato come un idolo e pretendeva che per cullarlo venisse utilizzato solo il miglior materiale da nido. Inoltre, qualsiasi gufo si avvicinasse doveva inchinarsi. Fu accidentalmente distrutto da Eglantine mentre fuggiva dai Puri.

#### Stryker
Stryker è un barbagianni comune che presta servizio nell'esercito dei Puri come comandante. Sebbene ricopra molte posizioni di rilievo nell'esercito dei Puri, viene descritto come non molto intelligente. A differenza del suo compagno d’armi Uglamore, Stryker rimane fedele ai Puri fino alla morte. Oltre a essere un buon guerriero e un ufficiale, Stryker è anche il miglior segugio dei Puri, guidando la squadra di ricerca di Nyroc e Polvere quando disertarono.

#### Uglamore
Uglamore, nato Bartholomew, è un maschio di barbagianni comune membro dei Puri e un fidato luogotenente sotto la guida di Kludd e Nyra. È intelligente, riflessivo e spesso mette in discussione le tattiche e le motivazioni dei Puri; inoltre era un forte sostenitore del precedente Supremo Tyto prima di Kludd. Uglamore era uno degli ufficiali di grado più alto durante i suoi giorni da Puro. Abbandonò i Puri verso la fine della sua vita e morì proteggendo il figlio di Nyra, Coryn, quando un meta-lupo malato si scagliò contro di lui. Questo accadde durante il suo tentativo di trascinare Nyra tra le fauci del meta-lupo malato.

#### Wortmore
Wortmore, è un maschio di barbagianni comune membro dei Puri e un abile guerriero che segue Kludd ovunque; non sembra essere molto intelligente, venendo spesso sgridato dal suo capo quando dice una stupidaggine.

#### Wort
Wort era un maschio di barbagianni comune caporale dei Puri e morì nella battaglia dei Regni di Mezzo.

#### Phillip
Phillip, nato Polvere, era un maschio di barbagianni fuligginoso maggiore ex membro dei Puri e il migliore amico d'infanzia di Nyroc. Phillip fu poi crudelmente ucciso da Nyra dopo che Nyroc si rifiutò di ucciderlo per la sua Cerimonia Speciale.

#### Uklah
Uklah è una femmina di barbagianni comune ex infiltrata dei Puri nell’Accademia per Gufi Orfani di Sant’Aegolius.

#### Tarn
Tarn è un maschio di civetta delle tane membro dei Puri e secondo in comando di Nyra. Nonostante non sia un barbagianni, è diventato presto uno dei principali aiutanti di Nyra grazie alla sua elevatissima intelligenza e la mente strategica che ha permesso ai Puri di tornare alla ribalta per ben due volte.

#### Ginger
Ginger è una femmina di barbagianni comune che una volta era un membro dei Puri, ma fu ferita e fatta prigioniera di guerra durante l'assedio del Grande Albero di Ga'Hoole. Successivamente tentò di redimersi e divenne amica di Eglantine, con grande disappunto di Soren e Primrose. Si scoprirà essere una spia dei Puri, inviata lì per indurre Eglantine a strappare le pagine dei libri dell’Albero e portarle a Nyra, spacciatasi per sua madre.

#### Kylor
Kylor è un barbagianni fuligginoso maggiore che lavorava come spia per i Guardiani nel Deserto di Kuneer, ma presto cambiò schieramento e si unì ai Puri.

### Accademia per Gufi Orfani di St. Aegolius
L’Accademia per Gufi Orfani di St. Aegolius (o St. Aggie) è un'organizzazione malvagia situata nel Canyon di St. Aegolius dove vengono portati i gufi strappati ai loro nidi per schiavizzarli. Qui le domande sono severamente vietate e quasi tutti i gufi che vi lavorano sono sottoposti all’abbaglio lunare (una specie di lavaggio del cervello causato dall'esposizione diretta e prolungata alla luce lunare).

#### Skench
Skench è una femmina di gufo virginiano e generalessa Ablah dell'Accademia per Gufi Orfani di St. Aegolius. Non avendo una conoscenza approfondita di nulla e sentendosi minacciata da chiunque sia più intelligente di lei, si affida ai gufi colpiti dall’abbaglio lunare per sentirsi più intelligente di quanto non sia in realtà. La sua spalla sinistra porta una cicatrice bianca e frastagliata, lasciata da un'aquila, animale di cui Skench ha un’enorme paura.

#### Spoorn
Spoorn è una femmina di assiolo americano occidentale e prima luogotenente di Skench. Come la sua superiora, non è molto intelligente e non è molto loquace, tuttavia è molto spietata e sanguinaria. È probabile che sia stata lei a catturare Soren quando è caduto dal nido.

#### Jatt e Jutt
Jatt e Jutt sono due fratelli maschi di gufi comuni sottotenenti, guerrieri e agenti dell'Accademia per i Gufi Orfani di St. Aegolius. Entrambi furono strappati ai loro nidi e scalarono la vetta fino a diventare i migliori sottotenenti di Skench. Sembra che parlino spesso all’unisono, come avessero un'unica coscienza; nonostante ciò c’è una lieve rivalità tra i due. Nel film non sono fratelli, ma cugini e sono degli affiliati dei Puri; inoltre hanno un lato molto più comico rispetto al libro.
Doppiati rispettivamente da Leigh Whannell e Angus Sampson in originale e da Luigi Ferraro e Francesco Meoni in italiano.

#### Finny
Finny, detta Zia Finny o Zietta, è una femmina di gufo delle nevi che presta servizio come guardiana delle fosse presso l’Accademia per Gufi Orfani di St. Aegolius; è la guardiana della fossa di Soren. In apparenza un gufo dolce, gentile e premuroso che dà spesso razioni di cibo extra a chi le rivolgesse la parola, ma in realtà questa è una copertura per nascondere la sua natura psicopatica e sanguinaria. Verrà uccisa da Soren in “L’assedio” durante una missione sotto copertura a Sant’Aegolius.

#### Zi
Zi, il cui vero nome è sconosciuto, è un maschio di gufo virginiano che presta servizio come guardiano delle fosse presso l’Accademia per Gufi Orfani di St. Aegolius; è il guardiano della fossa di Gylfie. Come Finny, anche lui usa una finta facciata di amorevole tutore con i gufetti per nascondere la sua natura sanguinaria.

#### 47-2
47-2 è una femmina di assiolo americano occidentale e un’estrattrice di terzo grado nel Borrorium di Sant’Aegolius. È una devota serva di St. Aegolius e un esempio di gufo che ha subito gli effetti dell’abbaglio lunare. Verrà uccisa da Streak e Zan, assieme a Jatt e Jutt, nel tentativo di uccidere la Banda.

#### Tumak
Tumak è un maschio di gufo di specie ignota direttore del principale deposito di grinfie da battaglia presso l’Accademia per Gufi Orfani di Sant’Aegolius.

#### Cucciolo
Cucciolo è un maschio di allocco della Lapponia guardiano di una delle fosse di Sant’Aegolius, ma, a differenza di Finny, appare molto più goffo e lento di comprendonio.

#### Mook
Mook è un maschio assiolo americano orientale guardiano della fossa di Soren, Twilight e Ruby durante la loro infiltrazione a Sant’Aegolius. A seguito della sua recente promozione e del suo nuovo nome, dimostra di essere particolarmente arrogante ed egocentrico.

#### 401-2
Numero 401-2 è una giovane femmina barbaganni comune rapita prima della schiusa dai ladri di uova di Sant’Aegolius per essere allevata in cattività.

#### 32-9
32-9 è un barbagianni comune che lavora come chioccia all'Accademia per Gufi Orfani di Sant’Aegolius.

### Brigata Blu
La Brigata Blu è una setta creata dalla Striga all’interno del Grande Albero con l’intento del Grande Albero di Ga’Hoole con lo scopo di eliminare tutte le avidità e le distrazioni della vita, quali gioielli, libri e arti, assicurandosi così un posto a Glaumora. Tutti i membri indossano una piuma blu della Striga infilata nel piumaggio.

#### Striga
La Striga, prima conosciuto come Orlando, è un maschio di gufo drago, cioè un ex hagdemon, dalle sembianze di un gufo delle nevi dal piumaggio blu proveniente dal Palazzo di Panqua. Fuggì dal Regno di Mezzo verso i Regni del Sud, evitando di vivere il resto della sua vita come gufo drago. La Striga ha un’avversione per tutte le "vanità", cioè oggetti, come gioielli e libri, che distraevano i gufi draghi dalle loro vite, rendendoli pigri e incapaci di volare. Dopo aver salvato Bell, entrò nelle grazie di Coryn al Grande Albero, raccogliendo un seguito simile a quello di una setta, fondando la Brigata Blu e imponendo le sue credenze agli altri gufi, inizialmente con la persuasione, poi con la violenza. Dopo essere stato cacciato da Coryn, si allea con Nyra e i Puri per uccidere tutti i Guardiani e distruggere il Grande Albero. È l’antagonista principale di “Esilio” e, assieme a Nyra, di “La Guerra della Brace”, dove, dopo aver ucciso Coryn, viene decapitato da Soren.

#### Cram
Cram, noto formalmente come Feldmaresciallo Cram, era un maschio di gufo virginiano membro della Brigata Blu e secondo in comando sotto la Striga. Fu poi ucciso durante la battaglia della Notte del Fuoco Infernale da Gwyndor, che gli recise l'ala destra.

#### Olong
Olong è una femmina di gufo drago fuggita dal Palazzo di Panqua dei Regni di Mezzo su incitazione della Striga che alla fine si unì ai Puri.

### Lega degli Artigli di Ghiaccio
La Lega degli Artigli di Ghiaccio era un esercito di gufi in guerra con la Lega Kieliana da oltre cento anni. Guidati negli ultimi anni della loro guerra da Bylyric, il loro obiettivo finale era governare tutti i Regni del Nord, per poi conquistare quelli del Sud, che secondo la loro ideologia avrebbero portato la pace tanto desiderata al mondo dei gufi.

#### Bylyric
Bylyric era un maschio di gufo delle nevi, padre di Jesper e Generale Supremo della Lega degli Artigli di Ghiaccio. Guidò gli Artigli di Ghiaccio in una sanguinosa guerra per il controllo dei Regni del Nord, ma alla fine fu ucciso da Ezylryb.

#### Jesper
Jesper è un maschio di gufo delle nevi, figlio di Bylyric, generale degli Artigli di Ghiaccio. Dopo la morte del padre, Jesper raggiunse il rango di Generale degli Artigli di Ghiaccio e tentò di continuare la guerra del padre con ciò che restava delle forze di Bylyric. Fu assassinato dalla divisione Veloglaux e la sua morte pose fine alla guerra.

#### Ifghar
Ifghar è un anziano maschio di assiolo delle redini fratello minore di Lyze di Kiel, meglio conosciuto come Ezylryb. Crebbe durante la Guerra delle Grinfie di Ghiaccio, e ammirava il fratello maggiore sotto molti aspetti, poiché era il suo mentore e modello. Ifghar alla fine divenne un soldato talentuoso e celebrato che aveva combattuto e trovato gloria sul campo di battaglia. Si innamorò di Lil, ma lei era già innamorata di Ezylryb. Dopo essere stato ferito in battaglia, Ifghar trascorse il suo tempo libero leggendo e scoprì la "vera" ragione per cui gli Artigli di Ghiaccio combattevano in quella guerra. Questo cambiò completamente il suo ideale di guerra e così lui e Gragg si recarono dagli Artigli di Ghiaccio quando Lyze non li ascoltò. Bylyric, il comandante degli Artigli di Ghiaccio, usò le informazioni che gli avevano offerto per tendere un'imboscata che, con grande orrore di Lyze e Ifghar, portò alla morte di Lil. Quando gli Artigli di Ghiaccio persero la guerra, Ifghar e Gragg non furono più desiderati né benvenuti, così partirono per l’Eremo dei Fratelli Glauxiani. Ne “L’Albero d’Oro” si unisce ai Puri, desideroso di uccidere il gufo che porta le grinfie da battaglia del fratello.

#### Gragg di Slonk
Gragg, formalmente noto come Gragg di Slonk, è un maschio di serpente Kieliano dalle squame blu cobalto originario dei Regni del Nord ed è noto soprattutto per essere il migliore amico e assistente di Ifghar, il fratello voltapiuma di Lyze di Kiel. È assolutamente fedele a Ifghar e lo segue in ogni sua decisione senza mai discutere.

#### Tenente di Bylyric
Il tenente di Bylyric era un gufo di specie e genere indeterminati che ricoprì la carica di secondo in comando del generale Bylyric.

#### Rodmilla Plonk
Rodmilla Plonk era una femmina di gufo delle nevi, matrigna di Thora e Brunwella Plonk. Era una spia della Lega degli Artigli di Ghiaccio e fu poi uccisa da Thora.

#### Skellig
Skellig, conosciuto anche come Cadetto Skellig Bubo virginianus, era un maschio di gufo virginiano, e cadetto che si addestrava con Lyze all'Accademia Militare della Lega di Kiel. Fu eletto "sergente di caserma", assicurandosi che gli altri cadetti mantenessero pulite le loro cavità private. Skellig era un sergente molto indulgente, permettendo agli altri di sgattaiolare fuori per ubriacarsi sugli alberi. Era noto per essere un pessimo combattente nella Lega Kielian, ma compensava con la sua capacità di tenere alto il morale. Apparentemente spiritoso e di buon carattere, si rivelò un voltafaccia e un ufficiale militare di alto rango degli Artigli di Ghiaccio, ma alla fine fu ucciso accidentalmente da un colpo al cranio sferrato da compagno d’armi.

#### Glynnis
Glynnis era una femmina di falco pellegrino impiegata come messaggera dalla Lega di Kiel durante la Guerra delle Grinfie di Ghiaccio, ma alla fine passò dalla parte della Lega degli Artigli di Ghiaccio, attaccando Moss. Infine viene uccisa dai giovani soldati della Lega di Kiel.

#### Tre Artigli e Mezzo Becco
Tre Artigli e Mezzo Becco erano due gufi virginiani, un tempo soldati della Lega degli Artigli di Ghiaccio. Durante una battaglia contro la Lega di Kiel, affrontarono il padre di Ezylryb, Raskin, e rimasero mutilati. In seguito si infiltrarono in un campo di addestramento gestito da Muschio per addestrare i leopardi delle nevi, ma furono presto scoperti e uccisi.

### Kraal
I kraal sono un gruppo di gufi originari dei Regni del Nord. Pur avendo la reputazione di pirati che saccheggiano e depredano i loro domini, i kraal mantengono anche una cultura unica e sono altamente abili nella fabbricazione di tinture. Spesso usano queste tinture per dipingere le loro piume con colori vivaci e innaturali.

#### Vlink e Phlinx
Vlink e Phlinx erano due maschi di gufi delle nevi, dei kraal che aiutarono Ifghar a cercare di ottenere informazioni sui Puri da Gylfie.

### Guardiani dei Guardiani della Brace
I Guardiani dei Guardiani della Brace (GGE) erano un'organizzazione presso il Grande Albero di Ga’Hoole che si dedicava alla protezione della Brace di Hoole, ma presto di trasformò in una setta e imprigionò chiunque non si sottomettesse alla dottrina della Brace.

#### Gemma
Gemma è una femmina di assiolo delle redini membro fondatrice e leader dei Guardiani dei Guardiani della Brace (o GGE), un’organizzazione dedita alla protezione e alla venerazione della Brace in assenza dei Guardiani. Tuttavia la sua follia trasforma il Grande Albero in una prigione e presto viene sgridata da Coryn ed esiliata all’Eremo delle Sorelle Glauxiane.

#### Elyan e Yenna
Elyan e Yenna sono gli altri due membri fondatori dei GGE, rispettivamente un maschio di allocco della Lapponia e una femmina di barbagianni comune. Vengono entrambi convinti da Gemma a venerare fanaticamente la Brace, anteponendo la sua sicurezza a quella degli altri abitanti del Grande Albero, ma vengono presto sgridati da Coryn ed esiliati agli Eremi dei Fratelli e delle Sorelle Glauxiane.

#### Penfold
Penfold è un civetta acadica membro dei Guardiani di Guardiani della Brace.

#### Humbert
Humbert è un allocco maculato membro dei Guardiani dei Guardiani della Brace.

#### Felix
Felix è un maschio di allocco della Lapponia membro dei Guardiani dei Guardiani della Brace.

### Altri

#### Honeyvox
Honeyvox era un maschio di assiolo dei tropici orgoglioso di sé e rivale di Sir Lucien Plonk dotato di un grande talento per il canto. Era un amante del succo di cainca bianca ed era l'unico gufo noto nella storia ad aver sfidato il talento dei Plonk.

## Meta-lupi

### Clan MacDuncan
I MacDuncan sono un clan nobile di meta-lupi alleato dei Guardiani. Il clan è composto da meta-lupi forti e molto intelligenti, di cui gli altri clan sono gelosi. I MacDuncan furono i primi a far parte della Sacra Guardia, un’organizzazione di meta-lupi incaricati di proteggere la Brace di Hoole. La maggior parte dei membri del clan MacDuncan ha nomi ispirati ai personaggi del Macbeth di Shakespeare.

#### Duncan MacDuncan
Duncan MacDuncan è un maschio di meta-lupo capo del clan MacDuncan nell’Aldilà dell’Aldilà e alleato di Re Coryn che accolse nel suo clan come ospite. In seguito prese parte a varie battaglie a fianco di Coryn e dei Guardiani contro il clan rivale dei MacHeath e contro i Puri.

#### Macbeth MacDuncan
Macbeth MacDuncan è un anziano maschio di meta-lupo rosicchiatore senza una zampa membro della Sacra Guardia.

### Sacra Guardia

#### Fengo
Fengo è un maschio di meta-lupo rosicchiatore senza una zampa attuale capo della Sacra Guardia.

#### Hamish
Hamish è un maschio di meta-lupo rosicchiatore con una zampa storta e zoppa membro della Sacra Guardia e amico di Coryn. Diventa il 501° Fengo quando Coryn restituisce la Brace di Hoole.

#### Banquo
Banquo è un maschio di meta-lupo rosicchiatore orbo ex membro del clan MacDuncan e membro della Sacra Guardia.

### Clan MacNamara
Le MacNamara sono un clan di meta-lupo per sole femmine. La prima MacNamara fu Hordweard, che fondò il clan quando rinunciò al suo posto nei MacHeath e cambiò il suo nome in Namara. In suo onore, le cape del clan sono sempre chiamate Namara. Il clan accoglie con particolare favore tutte le lupi femmina che cercano rifugio o fuggono dai MacHeath.

#### Gyllbane
Gyllbane, in seguito conosciuta come Namara, è una femmina di meta-lupo color crema, ex membro del Clan MacHeath e una delle leader del clan MacNamara. Il suo cucciolo, Cody, fu mutilato da Dunleavy MacHeath con l'intenzione di arruolarlo nella Sacra Guardia, scatenando l'odio di Gyllbane per Dunleavy MacHeath.

#### Namara MacNamara
Namara MacNamara è una femmina di meta-lupo capo del clan MacNamara in “L’Albero d’Oro”. Era un'alleata di Coryn, che si unì a lui e alla sua famiglia nell'attacco al Tunnel della Disperazione.

### Clan MacHeath
I MacHeath sono un clan di meta-lupi noti per la loro brutalità e per il trattamento riservato ai membri del branco, in particolare alle lupe e ai cuccioli.

#### Dunleavy B. MacHeath
Dunleavy Bethmore MacHeath è un maschio di meta-lupo capo del Clan MacHeath e nemico di Coryn e dei MacDuncan. In seguito diventa un alleato di Nyra attraverso un Giuramento di Sangue e, assieme alla sua nuova compagna Brygdylla, si trasforma in un Vvrrwolf e uccide tutti i membri del suo clan che non si sono trasformati, ma verrà ucciso nella Battaglia del Libro.

#### Cody
Cody era un cucciolo maschio di meta-lupo mutilato da Dunleavy B. MacHeath, che gli mozzò la coda e gli tagliò i cuscinetti di due zampe con l'intenzione di inserirlo nella Sacra Guardia che avrebbe pattugliato il Sacro Anello nell’Aldilà dell’Aldilà. Fu l’unico sopravvissuto allo sterminio del proprio clan da parte di Dunleavy e Brygdylla e si unì alla madre contro i MacHeath e i Puri, sacrificandosi per salvare il libro di Kreeth.

#### Brygdylla
Brygdylla è una femmina di meta-lupo compagna di Dunleavy B. MacHeath. Dopo che Dunleavy sparì dalla circolazione dopo la battaglia della Brace di Hoole, ricomparve assieme a Brygdylla ma entrambi avevano un aspetto emaciato e malato. Dopo essersi trasformata in Vvrrwolf assieme al compagno e aver ucciso tutti i meta-lupi disertori, viene uccisa nella Battaglia del Libro.

#### Lord Fleance
Lord Fleance è un maschio di meta-lupo membro di alto rango del clan MacHeath.

#### Sir Ross
Sir Ross è un maschio di meta-lupo membro del clan MacHeath con una grossa cicatrice riportata in uno scontro con i MacDuncan.

#### Edwidge
Edwidge è un maschio di meta-lupo membro del clan MacHeath che perse un orecchio in un'imboscata del clan MacMillans.

#### Cato MacHeath
Cato MacHeath è un maschio di meta-lupo membro al clan MacHeath.

## Personaggi de Le Leggende di Ga'Hoole
Le Leggende di Ga'Hoole sono antiche leggende che riguardano le origini dei Guardiani di Ga'Hoole, fondati da Hoole, il primo monarca del Grande Albero di Ga'Hoole. Ezylryb afferma che fossero addirittura più antiche dei canti che includevano leggende come il Ciclo del Fuoco.

### Protagonisti

#### Hoole
Hoole era un maschio di allocco maculato noto come il primo sovrano del Grande Albero di Ga’Hoole, il secondo gufo ad aver recuperato la Brace e uno dei gufi saggi che ci siano mai stati. Era il figlio del Re H'rath e della Regina Siv. Dopo l'assassinio del H’rath da parte di Lord Arrin, Siv fuggì e portando con sé l'uovo di Hoole, nascondendosi. Lo diede a Grank affinché lo crescesse su un'isola remota in mezzo al Mare Amaro. Hoole crebbe ignaro della sua discendenza reale finché Grank non lo portò nell'Aldilà dell'Aldilà, dove scoprì chi era sua madre e recuperò la misteriosa Brace da uno dei vulcani dell'Anello Sacro. Dopo la morte della madre, guidò una banda di gufi al Grande Albero di Ga'Hoole e ne divenne il re. Sconfisse Arrin e i suoi eserciti e portò la pace nei N'rythghar. Il suo obiettivo principale era quello liberare il mondo dei gufi dalla magia, che considerava una forza molto pericolosa e potente. Alla fine della sua vita, riportò la Brace nello stesso vulcano da cui l’aveva recuperata, ma non prima di aver avuto una visione di un barbagianni che, migliaia di anni dopo, la recupererà ancora una volta. Hoole aveva la capacità di vedere il fuoco ed è il compagno di Emerilla.

#### Grank
Grank era un maschio di allocco maculato e il primo raccoglitore di carbone; era amico del giovane Re H’rath e della Regina Siv, verso la quale provava dei sentimenti nascosti. Fu anche il primo gufo a recuperare la Brace di Hoole. Allevò Hoole su un'isola solitaria nel Mare Amaro, lontano da qualsiasi pericolo che avrebbe potuto interferire se fosse rimasto con Siv. Fu anche il mentore di Theo, che divenne il primo fabbro e anche lui, come Hoole, è dotato della vista di fuoco.

#### Siv
Siv era una femmina allocco maculato, famosa soprattutto per essere stata la madre di Hoole e la regina detronizzata del buon re H’rath e, inoltre, era capace di resistere al mortale fyngrot. Dopo la morte del marito, si nascose e radunò un esercito per combattere contro Lord Arrin e i suoi hagdemon nell'Aldilà dell’Aldilà, ma venne uccisa dagli hagdemon e morì tra le ali del figlio.

#### H’rath
H'rath era un maschio di allocco maculato che fu Re Supremo dei Regni del Nord e compagno di Siv. Fu ucciso in battaglia, costringendo Siv a fuggire con il loro uovo.

#### Joss
Joss era un maschio di assiolo delle redini che svolse la funzione di messaggero reale sotto il re H’rath e in seguito sotto suo figlio Hoole all'epoca delle Leggende di Ga’Hoole.

#### Myrrthe
Myrrthe era una femmina di gufo delle nevi che faceva da governante per la Regina Siv e il Re H’rath. Fuggita con Siv dopo la morte di H'rath, la accompagnò nella fuga da Lord Arrin e dai suoi hagdemon, ma fu brutalmente fatta a pezzi da un attacco immotivato degli hagdemon dopo una battuta di caccia.

#### Rorkna
Rorkna era una femmina di allocco maculato cugina di Siv e Glauxess delle Sorelle Glauxiane al tempo de "Leggende di Ga’Hoole" che cadde sotto l’effetto del nachtmagen degli hagdemon, rimanendo paralizzate finche Grank non le ha salvate.

#### Theo
Theo era un maschio di gufo virginiano, famoso per essere diventato il primo fabbro e l'inventore delle grinfie da battaglia al tempo delle Leggende di Ga’Hoole. In seguito divenne il primo H’ryth dei Regni di Mezzo, dove scrisse i Documenti di Theo. Era amico di Hoole e apprendista di Grank, noto anche come il primo raccoglitore di carbone.

#### Strix Emerilla
Strix Emerilla era una femmina di allocco maculato figlia di Strix Hurthwell e Strix Strumajen e sorella di Strix Miralda che diventerà la compagna di Hoole. Era nota per essere un'eccellente combattente con le schegge di ghiaccio, e Otulissa la menziona come una stimata maestra di interpretazione meteorologica.

#### Strix Strumajen
Strix Strumajen era una femmina di allocco maculato compagna di Trix Hurthwell e madre di Strix Emerilla e Strix Miralda. Fu nominata da Hoole prima ryb del neonato Stormo di Interpretazione Meteorologica durante il periodo delle Leggende di Ga’Hoole.

#### La Rosa delle Nevi
La Rosa di Neve era una femmina di gufo delle nevi famosa per le sue capacità canore. La Rosa delle Nevi si unì a Siv quando era in esilio e alla fine accompagnò Hoole al Grande Albero di Ga’Hoole. La stirpe dei cantanti Plonk del Grande Albero discende direttamente da lei.

#### Berwyck
Berwyck era un maschio di civetta capogrosso amico di Hoole e Grank e membro dei Fratelli Glauxiani. Fu lui ad istruire Hoole per un breve periodo prima di intraprendere il suo viaggio da pellegrino ai tempi delle Leggende di Ga’Hoole. Grank non gli disse mai che Hoole era un principe, motivo per cui Berwyck pensava che Hoole fosse solo un altro orfano delle guerre nei Regni del Nord.

#### Phineas
Phineas era un coraggioso maschio di civetta nana del Nord America migliore amico di Hoole che, originariamente, viveva ad Ambala, ma rimase l'unico sopravvissuto della sua famiglia dopo che un incendio boschivo uccise suo padre, sua madre e la sorella minore.

#### Lord Rathnik
Lord Rathnik era un maschio di assiolo delle redini ufficiale del Reggimento di Ghiaccio e membro del Parlamento del Grande Albero che fu ucciso nelle Battaglia di Corta Luce e di Lunga Notte dalle mezze-streghe di Kreeth.

#### Fengo
Fengo era un maschio di meta-lupo capo dei meta-lupi nella terra conosciuta come Aldilà dell’Aldilà ai tempi delle Leggende di Ga’Hoole. Era un ottimo amico di Grank, che, sotto la sua tutela, divenne il primo raccoglitore di carbone.

#### Namara MacNamara
Namara MacNamara, un tempo nota come Hordweard, era una femmina di meta-lupo membro del clan MacHeath, ex compagna del violento Dunleavy MacHeath e amica di Hoole all'epoca delle Leggende di Ga’Hoole. Dopo che Dunleavy uccide il suo cucciolo, Hordweard lo uccide spezzandogli la schiena e, dopo essersi rinominata Namara, fonda il clan MacNamara.

### Antagonisti

#### Lord Arrin
Lord Arrin era un maschio di gufo delle nevi arrogante ed ambizioso che uccise re H’rath per usurparne il trono durante l'invasione del Ghiacciaio H'rathghar e, da allora, cerca di catturare Siv per farne la sua compagna e di uccidere Hoole, legittimo erede al trono. È noto inoltre per avere avuto al suo servizio un intero esercito di hagdemon. Volava molto rumorosamente, a causa della mancanza di alcune penne, molte delle quali diventarono scure e sfilacciate a causa della vicinanza con gli hagdemon.

#### Kreeth
Kreeth era una hagdemon molto potente che viveva negli Stretti Glaciali, dove conduceva orribili esperimenti in una grotta di ghiaccio durante il periodo delle Leggende di Ga’Hoole. Ciò che le mancava in dimensioni rispetto agli altri hagdemon, compensava con le sue abilità e i suoi esperimenti. Era nota per possedere potenti nachtmagen, persino per gli standard degli hagdemon, motivo per cui veniva spesso definita l'arci-hagdemon. Tra le sue creazioni spicca Lutta la mutaforma, inizialmente pensata come un incrocio tra un hagdemon e un gufo cornuto finché Kreeth non decise diversamente, e il gufo-pulcinella, una bizzarra combinazione tra un gufo delle nevi e una pulcinella di mare. Nel presente Nyra troverà il suo libro, diventando anche lei una hagdemon

#### Penryck
Penryck era uno maschio di hagdemon che servì come consigliere di Lord Arrin al tempo delle Leggende di Ga’Hoole. Era conosciuto come Sklardrog (in kraakish, “Drago del Cielo”), cosa che gli valse una reputazione spietata.

#### Pleek
Pleek era un maschio di gufo virginiano sgherro di Lord Arrin famoso soprattutto per aver scelto Ygryk, una hagdemon, come sua compagna durante le Leggende di Ga’Hoole, motivo per cui fu rifiutato dalla sua famiglia e dai suoi amici. Sia lui che la sua compagna braccarono più volte Hoole, con l’intento di farne il loro pulcino, ma invano.

#### Ygryk
Ygryk era una hagdemon compagna un Pleek al servizio di Lord Arrin all'epoca delle Leggende di Ga’Hoole. Sia lei che il suo compagno braccarono più volte Hoole con l’intento di farne il loro pulcino, ma invano. Così chiese assistenza all’arci-hagdemon Kreeth, che con il natchmagen trasformò un pulcino di gufo virginiano in un hagdemon mutaforma di nome Lutta. Disgustati dall’esperimento, Pleek e Ygryk abbandonarono Kreeth e la creatura.

#### Lutta
Lutta era una femmina di hagdemon resa una mutaforma dall'arci-hagdemon Kreeth perché diventasse il pulcino di Ygryk e Pleek, ma questi ultimi, disgustati dall’operato di Kreeth, abbandonarono sia lei che il pulcino. Lutta aveva il potere di trasformarsi in qualsiasi tipo di uccello desiderasse in qualsiasi momento, apparendo spesso come un gufo maculato, un barbagianni, un gufo virginiano o un hagdemon, e anche le sue capacità naturali come l'udito e la vista cambiavano con la sua forma.

#### Ullryck
Ullryck era una femmina di hagdemon al servizio di Lord Arrin all'epoca delle Leggende di Ga’Hoole, rinomata per le sue abilità di assassina. Secondo alcune voci, è possibile che sia stata lei ad uccidere Lord Arrin, dando vita a una divisione di soli hagdemon, ma è probabile che alla fine sia stata ingannata da Theo e condotta al Palazzo di Panqua da Theo.

#### Lord Elgobad
Lord Elgobad era un maschio di gufo delle nevi cugino di Lord Arrin e signore della guerra del suo stesso esercito di hagdemon. Era un combattente eccellente, ma era anche noto per essere un imbroglione.

#### Mycroft
Mycroft era un maschio di hagdemon che, come Kreeth, praticava nachtmagen e incantesimi oscuri all'epoca delle Leggende di Ga’Hoole.

#### Shadyk
Shadyk era un maschio di gufo virginiano e il folle fratello di Theo che, in tenera età, uccise suo padre e tentò di uccidere anche la sorella maggiore Pye, ma invano. In seguitò riuscì ad impadronirsi del Palazzo di Ghiaccio assieme ai gufi di Lord Arrin e a vari hagdemon. In seguito tentò di far uccidere anche Theo, ma Emerilla lo liberò e Shadyk fu costretto a prendere parte alla Battaglia di Corta Luce.

#### Mylotte
Mylotte era una potente femmina di hagdemon all'epoca delle Leggende di Ga’Hoole.

#### Hengen
Hengen, noto anche come demone di Mylotte, era un maschio di hagdemon selvaggio sgherro di Mylotte, un'altra potente hagdemon.

#### Dunleavy MacHeath
Dunleavy MacHeath era un maschio di meta-lupo capo del clan MacHeath ai tempi delle Leggende di Ga’Hoole. Era noto per il suo atteggiamento aggressivo e omicida nei confronti della famiglia e, dopo aver ucciso il cucciolo della sua compagna Hordweard, fu ucciso proprio da lei.

#### Sitka
Sitka era una femmina di gufo di specie sconosciuta dalla testa calva che visse all'epoca di Hoole come capo dei rifornimenti di un gruppo di kraal che si erano stabiliti nella Baia dei Denti di Serpe.

### Altri

#### Svenka
Svenka era una femmina di orso polare che viveva nel Mare Amaro e venne in aiuto della Regina Siv durante il periodo delle Leggende di Ga’Hoole.

#### Svarr
Svarr era un maschio di orso polare padre dei cuccioli di Svenka e spesso ascoltava le conversazioni nelle tane degli odori durante il periodo delle Leggende di Ga’Hoole.

## Altri personaggi

### Regni del Sud

#### Regno Boscoso di Tyto

##### Noctus e Marilla
Noctus e Marilla erano due barbagianni comuni genitori di Soren, Kludd ed Eglantine; entrambi erano molto amorevoli verso i figli e cercavano di educarli come meglio potevano; tuttavia rimasero amareggiati dall’indole malevola di Kludd. Dopo la cattura di Soren e di Eglantine, furono entrambi brutalmente uccisi da Kludd. In seguito sono apparsi a Soren in forma di scrum.
Nel film non vengono uccisi da Kludd e, verso la fine, appaiono al Grande Albero per ricongiungersi con Soren.
Doppiati da Hugo Weaving e Essie Davis in originale e da Saverio Indrio e Irene Di Valmo in italiano.

##### Famiglia di barbagianni australiani
Sono una famiglia di tre barbagianni australiani senza nome (composta un maschio, una femmina e il loro unico figlio) che la Banda incontra durante il loro viaggio verso il Grande Albero di Ga’Hoole. I due genitori si rivelano molto altezzosi e liquidano le storie sui Guardiani come semplici leggende. Inoltre sono molto scortesi con le serpi cieche, come dimostrato il loro atteggiamento con la signora P.

##### Sweetums e Swatums
Sweetums e Swatums sono una coppia di gufi fuligginosi (non è chiaro se maggiori o minori) con cui la Banda si intrattiene durante il loro viaggio iniziale verso il Grande Albero. Sembra che Sweetums e Swatums siano solo i soprannomi con cui si chiamano a vicenda, e i loro veri nomi sono sconosciuti. I loro figli hanno lasciato il nido circa un anno prima degli eventi della storia, ma vivono nelle vicinanze.

#### Regno Boscoso di Ambala

##### Ortensia/Nebbia
Ortensia era una femmina di allocco maculato che è stata catturata dai gufi di Sant’Aegolius; il suo nido era vicino a un ruscello dove venivano depositati dei frammenti di metallo che le hanno causato delle dimensioni ridotte (nonostante in realtà sia adulta), l’inabilità al volo e l’immunità all’abbaglio lunare. Dopo aver aiutato Soren e Gylfie viene gettata da un dirupo da Finny e data per morta, ma viene salvata dall’aquila Zan. Lo shock la lasciò con le piume grigie e nebbiose, rendendola quasi invisibile, motivo per cui ora si fa chiamare Nebbia; inoltre ha ottenuto la capacità di volare.

##### Streak e Zan
Streak e Zan sono due grandi aquile calve amiche di Ortensia che salvano quest’ultima dalla caduta dal dirupo e aiutano la Banda a sfuggire alle pattuglie di Sant’Aegolius. Streak è il maschio, mentre Zan è la femmina; quest’ultima è muta a causa di uno scontro contro Skench e Spoorn durante il quale perse la lingua.

##### Slynella
Slynella è una femmina di serpe volante del Regno Boscoso di Ambala. Come membro della sua specie, una delle sue zanne produce un veleno mortale, mentre l’altra produce una sostanza dalle capacità curative. Vive ad Ambala con Nebbia, Stingyll, Streak e Zan.

##### Stingyll
Stingyll è un maschio di serpe volante verde iridescente del Regno Boscoso di Ambala, amico di Nebbia, Slynella Streak e Zan che ha aiutato a salvare Twilight quando era gravemente ferito.

##### Tavis e Cletus
Tavis e Cletus sono due maschi di allocco della Lapponia e fratelli perduti di Twilight che si ricongiungono col fratello nel Deserto di Kuneer.

##### Braithe
Braithe è un maschio di assiolo delle redini a capo del Brad, una biblioteca vivente dove i gufi memorizzano i libri. Si scopre che è il nipote di Ezylryb.

#### Deserto di Kuneer

##### Saul e Trixie
Saul e Trixie sono una coppia di civette delle tane amici di Tavis e Cletus che vivono nel deserto di Kuneer.

##### Jacy e Dill
Jacy e Dill sono una coppia di civette delle tane amici di Tavis e Cletus che vivono nel deserto di Kuneer. Verranno entrambi uccisi dai Puri.

#### I Becchi

##### Fabbro Solitario dei Becchi
Il Fabbro Solitario dei Becchi era un maschio di allocco barrato senza nome che la Banda trova ferito a morte pensando che avesse subito un attacco da una lince rossa che avevano già affrontato in precedenza, ma in seguito si resero conto che era stato attaccato dai Puri. In seguito viene rivelato che era un soffiatore.

#### Foresta delle Ombre

##### Bess
Bess, nota anche come “la Sapiente”, è una femmina civetta capogrosso, una dei figli di Grimble un'alleata del Grande Albero.

##### Coniglio
Il coniglio è un maschio di coniglio selvatico europeo con una piccola mezzaluna sulla testa. È un animale misterioso, simile a uno sciamano, dotato della capacità di vedere scorci del passato, del presente e del futuro attraverso le ragnatele. È amico del giovane re Coryn e gli consiglia saggiamente in diverse occasioni.

#### Le lande

##### Kalo
Kalo è una femmina di civetta delle tane, figlia di Myrtle e Harry e amica d’infanzia di Coryn, dopo che quest’ultimo è fuggito dai Puri. A causa del suo amore per la riflessione e la lettura, viene presto presa di mira dalla Striga. Ha anche una figlia di nome Siv e un figlio di nome Bruno, avuti con il suo compagno Grom.

##### Harry e Mirtle
Harry e Myrtle sono una coppia di civette delle tane genitori di Kalo e Cory che all’inizio non si fidano di Coryn a causa della somiglianza con Nyra, ma quando quest’ultimo salva l’uovo di Cory dai Puri gli permettono di stare con loro.

##### Grom
Grom è un maschio di civetta delle tane compagno di Kalo e padre di Siv e Bruno.

##### Siv
Siv è una femmina di civetta delle tane figlia di Kalo e Grom e sorella di Bruno.

##### Bruno
Grom è un maschio di civetta delle tane figlio di Kalo e Grom e fratello di Siv.

#### Velargento

##### Thora Plonk
Thora Plonk, detta la Fabbra Solitaria di Velargento, è una femmina di gufo delle nevi e sorella di Madame Plonk, ma a differenza di lei presenta un piumaggio annerito dalla cenere e dal carbone; inoltre è contraddistinta da un linguaggio più volgare e meno suadente di Madame Plonk. Già da piccola dimostrò una grande propensione nella professione di fabbra, imparando a lavorare qualsiasi metallo.

#### Accademia per Gufi Orfani di Sant’Aegolius

##### Grimble
Grimble è un maschio di civetta capogrosso che ha servito falsamente l'Accademia per i Gufi Orfani di Sant'Aegolius come guardiano della biblioteca (area riservata solo a Skench e Spoorn). A causa della morsa che St. Aegolius stringe sulla sua famiglia, è costretto a fare il loro lavoro sporco rapendo gufetti da ogni nido; tuttavia, appena vide che Soren e Gylfie avevano resistito all’abbaglio lunare, insegnò loro a volare, per poi essere ucciso da Skench.
Doppiato da Hugo Weaving in originale e da Luca Biagini in italiano.

### Regni del Nord

#### Stretti glaciali

##### Dumpy
Dumpy è un maschio di pulcinella di mare compagno di Tuppa e padre di Dumpy Junior e di Chubster che incontra la Banda quando finiscono fuori strada negli Stretti Glaciali. A differenza degli altri esemplari della sua specie, sembra essere molto intelligente, insegnando alla Banda a prevedere il comportamento del vento e a volare nelle bufere.

##### Tuppa
Tuppa è una femmina di pulcinella di mare compagna di Dumpy e madre di Dumpy Junior e Chubster.

##### Dumpy XV
Dumpy XV, detto anche Dumpy Junior, è un maschio di pulcinella di mare figlio di Dumpy e Tuppa e fratello maggiore di Chubster.

##### Chubster
Chubster è un maschio di pulcinella di mare figlio di Dumpy e Tuppa e fratello minore di Dumpy Junior.

##### Pulkie
Pulkie è una femmina di pulcinella di mare compagna di Chubster.

#### Isola di Lestatempesta

##### Hoke di Hock
Hoke di Hock è un maschio di serpente Kieliano dal dorso azzurro maculato amico di Octavia e che ha combattuto insieme a Lyze e Lil. In seguito prese parte, assieme alle altre serpi Kieliane, alla Guerra del Ghiaccio e del Fuoco e alla Guerra delle Brace, al fianco dei Guardiani di Ga’Hoole.

##### Gundesfyrr
Gundesfyrr era una femmina di allocco maculato chioccia di Lyze e Lysa sull'isola di Lestatempesta.

##### Prytlah
Prytlah è una femmina di allocco maculato sorella di Gundesfyrr. 

#### Eremo dei Fratelli Glauxiani

##### Fratello Thor
Thor, o Fratello Thor, è un maschio di gufo di specie sconosciuta a capo dei Fratello Glauxiani dei Regni del Nord.

##### Fratello Simon
Simon, o Fratello Simon, è un maschio di gufo pescatore bruno, un pellegrino amante della pace e membro dei Fratelli Glauxiani dei Regni del Nord che trovò Kludd molto ferito e decise di guarirlo, solo per poi essere ucciso da lui.

##### Twilla
Twilla è una femmina di gufo di palude skog del suo clan e custode di Ifghar presso il ritiro dei Fratelli Glauxiani, prima di scoprire il suo tradimento e aiutare Gylfie a liberarsi dai kraal.

#### Flinn
Flinn è un maschio di civetta nana padre di Fritha e membro dei kraal. A differenza di altri kraal, Flinn era più interessato alle invenzioni e, infatti, inventò il trasporto assistito dal vuoto, o VAT.

#### Freya
Freya è una femmina di civetta nana compagna di Flinn, madre di Fritha e membro dei kraal.

#### Drusilla
Drusilla è una femmina di assiolo americano occidentale membro dei kraal.

### Regni di Mezzo

#### Montagna del Tempo

##### Tengshu
Tengshu è un maschio di gufo comune blu cobalto di 325 anni, maestro del Qui e saggio dei Regni di Mezzo che presto diventa un alleato dei Guardiani di Ga’Hoole, guidando la Banda verso il Palazzo di Panqua e combattendo al loro fianco contro i Puri e la Striga.

#### Palazzo di Panqua

##### Imperatrice Vedova
L'Imperatrice Vedova è la leader dei Gufi Drago del Palazzo di Panqua. Vive una vita di completo lusso, dove viene accudita da tutti. Non potendo volare, ha bisogno dell'aiuto di altri gufi o di un qui che la trasporti.

##### Taya
Taya è una femmina di gufo blu paggia del Palazzo di Panqua.

##### H'ryth Gup Theosang
H'ryth Gup Theosang è un maschio di civetta delle tane blu. È il più saggio dei pikyu (come dimostrano i suoi occhi verdi) della Guferia, ed è il settimo H'ryth dei Regni di Mezzo (h'ryth è la parte più profonda del ventriglio). È un diretto parente spirituale di Theo, il primo H'ryth.

##### Alto Supervisore
L'Alto Sovrintendente è un Gufo Drago che dirige la Corte dei Draghi del Palazzo di Panqua. Appare come un gufo dal piumaggio blu-giada di specie sconosciuta severo e indifferente, che preferisce essere chiamato solo "Alto Sovrintendente".

##### Pingong
Pingong è maschio di gufo elfo blu segretario dell’Alto Supervisore del Palazzo di Panqua.

### Altri

#### Mags l’Ambulante
Mags l’Ambulante è una femmina di gazza ladra socievole e simpatica che razzia i vecchi edifici degli Altri e vende le sue merci in tutti i Regni del Sud. È una grande amica di Madame Plonk, che è la sua cliente più assidua e affezionata. Spesso è un po’ tagliente con la sua assistente Bubbles, ma in realtà tiene molto a lei.

#### Bubbles
Bubbles è una femmina di gazza ladra apprendista di Mags l’Ambulante. È piuttosto sempliciotta e loquace e viene spesso rimproverata da Mags per i suoi errori, anche se in realtà le è molto attaccata.

## Personaggi del film

### Allomere
Allomere è un anziano maschio di allocco della Lapponia membro dei Guardiani di Ga’Hoole e ryb dello Stormo di Ricerca e salvataggio. Si scoprirà in seguito una spia dei Puri (prendendo il posto di Dewlap nel dal libro), disposto a tradire i Guardiani per poter regnare sul Grande Albero e sui Regni dell'Ovest, ma verrà tradito da Surtr che, per non aver portato tutti i Guardiani nella trappola, gli scaglierà contro i suoi pipistrelli.
Doppiato da Sam Neil in originale e da Gianni Giuliano in italiano.

### Echidna
L'echidna è un anziano echidna solitario che vive sulla sponda del Mare di Hoolemere e guida la Banda verso il Grande Albero di Ga'hoole. Sostiene di sapere tutto e di saper prevedere il futuro, ma Gylfie non sembra essere molto convinta. Nell'adattamento italiano viene erroneamente chiamato "istrice".
Doppiato da Barry Otto in originale e da Mino Caprio in italiano.